# 熱力學圖
熱力學圖是科學家及工程師用來表示物體（多半是流體）熱力學狀態及其變化的圖。例如T-s圖（溫度熵圖）就可以說明流體在壓縮機中的溫度及熵的變化。

## 常見的熱力學圖
以下是一些常見的熱力學圖：
- 壓力體積圖（英语：Pressure volume diagram）
- 溫度熵圖
- 焓熵圖（英语：Enthalpy–entropy chart）
- 濕度線圖
- 冷卻曲線
- 飽和蒸氣曲線

氣象學特別會用到以下的熱力學圖：
- 斜温图
- 温熵图 (氣象)（英语：Tephigram）
- 埃玛图（英语：Emagram）

## 在氣象學中的重要性
气象学常會用熱力學圖，配合无线电探空仪及气象气球所量測的資料，分析大气层的實際狀態。在這些圖，會顯示温度和湿度（由露点表示）對應气压的情形。從這些圖圖可以對大氣層分層以及垂直的水蒸氣分佈有簡單的敘述。進一步的分析可以得到积云的底層和上層的實際高度，以及在分層中可能有的不穩定性。
若假設因為太陽輻射所轉移的能量，可以預測高度2m以下空氣的溫度、濕度以及風力、大氣邊界層的發展，是否會有雲以及其發展，以及當天是否適合飛行。
有些熱力學圖的面積是和能量有關的。空氣的氣壓和溫度會依特定過程改變，在熱力學圖中形成封閉曲線，封閉曲線的面積就是所吸收或是釋放的能量。

## 特點
大氣學中的熱力學圖，常會有以下五種不同的線：
- 等壓線：氣壓相等處所形成的線。
- 等溫度：溫度相等處所形成的線。
- 乾绝热線：固定潛在溫度的線，表示乾空氣上昇後的溫度和其他狀態
- 飽和绝热線：表示水蒸氣上昇後的溫度和其他狀態
- 混合比（mixing ratio）：表示上昇氣團的露点。

也可以得到氣溫垂直遞減率, 乾绝热垂直遞減率（DALR）和濕绝热垂直遞減率（MALR）。透過這些線，可以得到舉升凝結面高度、自由對流高度、雲是否形成之類的資訊。

## 舉行
系統從一個平衡狀態到最終平衡狀態中間的狀態路徑可以用壓力體積圖（P-V）、壓力溫度圖（P-T）和溫度熵圖（T-s）表示。
在热力学过程中，從一個點到另一個點的可能路徑有無限種。很多情形下走哪一個路徑對系統是有影響的。不過熱力學性質的變化只和初始狀態、最終狀態有關，和路徑無關。

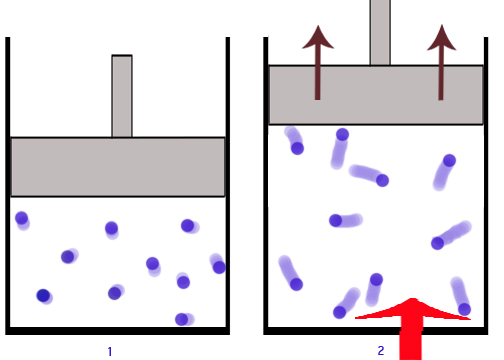
圖1

考慮在氣缸內的氣體，有活塞位在氣體的上方，使氣體的體積為V1，溫度為T1。若氣體受熱，溫度上昇到T2，而氣體體積也膨漲為V2，如圖1所示。因為活塞沒有受到其他外力，氣體的壓力不變，此過程為等压过程，在P-V圖上是水平線，從狀態1到狀態2。

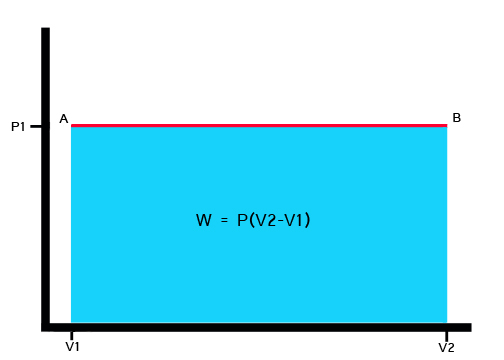
圖2

在一過程中，很重要的是計算所做的功。過程所作的功是在P-V圖路徑下方的面積。在圖2中，若是等壓過程，可以簡單的計算所做的功。若氣體的膨張很慢，氣體移動活塞所做的功是力F乘以距離d。但力是氣壓P和活塞面積A的乘積，F = PA。因此，
- W = Fd
- W = PAd
- W = P(V2 − V1)

## 延伸閱讀
- Handbook of meteorological forecasting for soaring flight WMO Technical Note No. 158. ISBN 92-63-10495-6 especially chapter 2.3.

## 外部連結
- www.met.tamu.edu/../aws-tr79-006.pdf A very large technical manual (164 pages) how to use the diagrams.
- www.comet.ucar.edu/../sld010.htm A course on how to use diagrams at Comet, the 'Cooperative Program for Operational Meteorology, Education and Training'.